# Toskowie

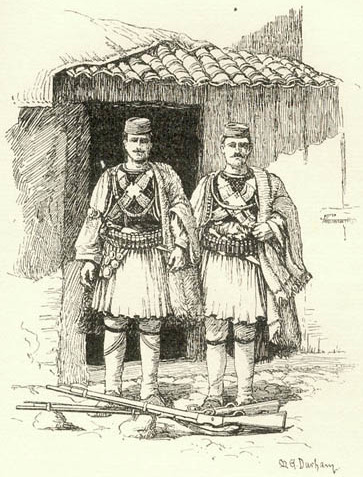
Toskowie w tradycyjnych strojach, ryc. z 1908

Toskowie – jedna z dwóch największych (obok Gegów) albańskich grup etnicznych, zamieszkujących obszar północnej Grecji, południowo-zachodniej Macedonii Północnej i Albanii na południe od rzeki Shkumbin. Posługuje się dialektem toskijskim języka albańskiego (toskërishtja), stanowiącym podstawę kodyfikacji współczesnego języka literackiego Albanii. Wśród Tosków powszechna jest znajomość języka greckiego. Społeczność toskijska jest dwuwyznaniowa – większość wyznaje islam w odmianie sunnickiej i bektaszyckiej, grupę mniejszościową stanowią wyznawcy prawosławia.
Albański historyk i publicysta Constantin Chekrezi doszukiwał się pochodzenia nazwy Tosków od Etrusków. Macedoński historyk nacjonalistyczny Petar Popovski szuka etymologii tego pojęcia w Toskanii, skąd mieli w jego opinii przybyć w przeszłości Toskowie. W XIX wieku używano także wersji Toxides.

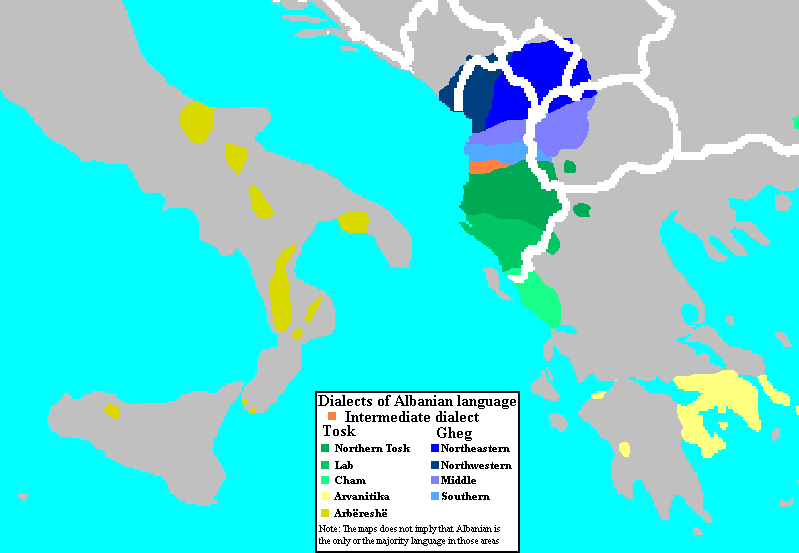
Obszar osadnictwa toskijskiego (kolor zielony i żółty)

Wśród Tosków wyróżnia się trzy podgrupy językowe: Myzeqarów (zamieszkujących okolice Myzeqe), Labów i Czamów. Efektem migracji z kręgu toskijskiego są się dwie inne albańskie grupy etniczne: Arwanici i Arboresze. Z terenów toskijskich wywodzi się także większość albańskiej diaspory muzułmańskiej w Stanach Zjednoczonych.
W przeciwieństwie do drugiej pod względem wielkości albańskiej grupy etnicznej – Gegów, Toskowie rzadko zajmowali się pasterstwem, a podstawą ich utrzymania była uprawa roli i handel. W czasach osmańskich ziemie należące do Tosków były bardziej dostępne komunikacyjnie niż tereny Gegów, z tego też powodu w większym stopniu doświadczali ucisku podatkowego ze strony Imperium Osmańskiego, ale mieli także większe możliwości kontaktu ze światem zewnętrznym (największe porty albańskie znajdowały się na terenach toskijskich). W przeciwieństwie do Gegów, już w XIV w. wśród Tosków przestała funkcjonować trybalna organizacja społeczeństwa. Typowe dla gospodarki południowej Albanii były wielkie majątki ziemskie (çiftliki), działające w systemie przypominającym feudalizm.
Toskijscy działacze niepodległościowi byli inspiratorami deklaracji niepodległości z 1912 roku, ale w okresie międzywojennym zostali zmajoryzowani przez elitę polityczną wywodzącą się z grupy gegijskiej. Przejęcie władzy przez komunistów w 1944 oznaczało przejęcie kontroli nad państwem przez polityków wywodzących się z grupy toskijskiej. Władzę pełnili do 1992, kiedy to wraz z przejęciem władzy przez Demokratyczną Partię Albanii elita państwowa została zdominowana przez Gegów.